# Comédie Poitou-Charentes
 (octobre 2012).
Si vous disposez d'ouvrages ou d'articles de référence ou si vous connaissez des sites web de qualité traitant du thème abordé ici, merci de compléter l'article en donnant les références utiles à sa vérifiabilité et en les liant à la section « Notes et références ».
La Comédie Poitou-Charentes est un centre dramatique national dont le siège est établi à Poitiers, en région Nouvelle-Aquitaine.

## Historique
En 1985, Jean-Louis Hourdin et Robert Gironès unissent leurs compagnies, le Grat (Groupe régional d’action théâtrale) et le Théâtre de la Reprise, pour fonder une sarl qui prend le nom de « Théâtre Poitou-Charentes » et qui obtient le label « CDR » (centre dramatique régional). Ils le dirigent de 1985 à 1992. Leurs productions sont accueillies à la scène nationale de Poitiers (Théâtre Auditorium de Poitiers - TAP à ce jour) par le directeur de l’époque, Denis Garnier, et tournent ensuite à une échelle régionale et nationale. 
Stuart Seide prend la direction du CDR en 1992 et poursuit ses explorations du répertoire élisabéthain et moderne.
En 1998, à l’arrivée de Claire Lasne Darcueil, le centre dramatique se dote d’un chapiteau pour effectuer ses tournées dans les petites communes des zones rurales à l’occasion de son festival Printemps-Chapiteau.
Yves Beaunesne devient le nouveau directeur en 2011 et, depuis le 1er janvier 2012, le CDR est devenu Centre dramatique national Poitou-Charentes. En juin 2012, il prend le nom de « Comédie Poitou-Charentes ». 
Depuis le 1er janvier 2021, l'institution a une nouvelle direction dans le chef de Pascale Daniel-Lacombe. En juin 2021, la "Comédie Poitou-Charente" est renommée "Le Méta".